# Тудерна (река)
Тудерна (эст. Tuderna oja) — небольшая река в волости Выру уезда Вырумаа Эстонии (до реформы 2017 года находилась в волости Орава уезда Пылвамаа), левый приток Пиузы. Впадает в Пиузу на высоте 50,4 м над уровнем моря. Длина реки достигает 17,1 км; площадь водосборного бассейна составляет 38,2 км². Питание снеговое, дождевое, подземное. Имеет три небольших притока. В 1890 году реку пересекла ж/д линия Валга — Печоры: над рекой был построен Тудернский железнодорожный мост, разрушенный в ходе военных действий в 1944 году в ходе ВОВ.